# Kieran Evans
Kieran EJohn Evans (Reino Unido, 8 de fevereiro de 1969) é um roteirista e diretor de cinema galês. Como reconhecimento, recebeu indicação ao BAFTA 2014.